# Marcianus
Marcianus, född cirka 396 i Trakien, var östromersk kejsare från 450 till sin död 457 i Konstantinopel. Marcianus var den siste kejsaren av dynastin som inleddes av Theodosius I. 
Marcianus började sin karriär som yrkessoldat, där han steg i graderna under fältherren Aspar. När den regerande östromerske kejsaren, kejsar Theodosius II, avlidit 450 gifte sig Marcianus med Theodosious II syster Pulcheria, östromersk kejsarinna. Pulcheria fick tillsammans med Aspar Marcianus vald till kejsare.
Marcianus agerade som kejsare fast mot hunnerna och betalade inte tribut till Attila. Marcianus sammankallade till konciliet i Chalkedon 451. Hans regeringstid var relativt fredlig, han organiserade finansförvaltningen och hans regeringsperioden anses ha varit en guldålder i det östromerska riket, i kontrast till det våld som förstörde det västra imperiet.
Maricanus är tillsammans med systern Pulcheria helgon inom ortodoxa kyrkan, med festdag 17 januari.